# 海尖吻鱸
海尖吻鱸為輻鰭魚綱鱸形目鱸亞目尖嘴鱸科的一種，被IUCN列為易危保育類動物，為熱帶淡水魚，分布於非洲坦干伊喀湖水域，深度可達75公尺，體長可達80公分，棲息在底層水域，屬肉食性，生活習性不明，可做為食用魚及遊釣魚。

## 擴展閱讀
維基物種上的相關：海尖吻鱸